# Nimitzklasse
De Nimitzklasse is een klasse van tien nucleair aangedreven supervliegdekschepen van de United States Navy. Het eerste schip, tevens de naamgever van de klasse, werd in 1975 in dienst gesteld en het laatste in 2010. De schepen zijn met hun waterverplaatsing van maximaal 103.637 ton de grootste oorlogsschepen ter wereld. 
Doordat de schepen nucleair worden aangedreven, hoeven ze maar eens in de 15 jaar (na 800.000 tot 1.000.000 nautische mijl) brandstof te vernieuwen. De schepen hebben een verwachte levensduur van 50 jaar.
Alle schepen zijn tussen 1968 en 2009 gebouwd door Northrop Grumman Newport News. Sinds de indienststelling van USS Nimitz in 1975 hebben schepen van de Nimitzklasse bijgedragen aan onder andere Operatie Eagle Claw, de Golfoorlog van 1990-1991, de Irakoorlog en de Oorlog in Afghanistan.
Ieder schip kan rond de 85 vliegtuigen of helikopters meenemen en overal ter wereld inzetten, waarbij het schip zelf wordt beschermd door meerdere kleinere schepen.

## Geschiedenis

### Planning
Daags na de Tweede Wereldoorlog waren er al plannen om de in die oorlog gebruikte vliegdekschepen qua afmetingen te overtreffen: de supervliegdekschepen. Na politieke druk uit onder andere de United States Air Force, die vliegdekschepen als bedreiging zagen voor hun monopolie op de inzet van strategische nucleaire aanvallen, werd USS United States (CVA-58) vijf dagen na de kiellegging alweer gesloopt. Door de uitbraak van de Koreaoorlog veranderde de regering van president Truman zijn standpunt echter, waardoor begonnen werd met de bouw van de vierschepige Forrestalklasse, waarvan het eerste schip in 1955 in dienst gesteld werd. Qua uiterlijk leken de schepen van de Forrestalklasse al op de latere Nimitzklasse schepen. Vanaf 1961 kwamen twee schepen van de Kitty Hawkklasse in dienst en in datzelfde jaar kwam ook USS Enterprise (CVN-65) in dienst, het eerste vliegdekschip dat nucleair aangedreven werd.
Minister van Defensie Robert McNamara, oud-luchtmachtofficier, blokkeerde vervolgens de bouw van twee duurdere nucleair aangedreven zusterschepen en liet later wel twee olieaangedreven schepen, USS America (CV-66) en USS John F. Kennedy (CV-67), bouwen. In 1967 kreeg de US Navy toestemming om de al klaarliggende ontwerpplannen SCB-102 te ontwikkelen richting de Nimitzklasse. USS John F. Kennedy (CV-67) diende als leidraad, met als grote punt van verschil dat de vier oliegestookte stoomketels zouden worden vervangen door twee nucleaire reactoren. Door het weglaten van twee turbines en de olietanks zou veel ruimte bespaard kunnen worden.
Toen eind jaren 60 de marinewerven zich meer gingen richten op het onderhoud van schepen dan op de nieuwbouw ervan, was alleen het private Newport News Shipbuilding (NNS) in Newport News, Virginia nog geschikt om de nucleair aangedreven supercarriers te bouwen. Oorspronkelijk waren drie schepen gepland, waarvan de bouwtijd werd geschat op vier jaar, net als de Enterprise. Door problemen bij de bouw en stakingen van personeel werd de bouw van de Nimitz echter twee jaar vertraagd, waardoor het hele programma vertraging opliep. Daardoor, en door oplopende inflatie in het begin van de jaren 70, liepen ook de kosten op: schatte de US Navy in 1973 de kosten voor één schip nog op 700 miljoen dollar, in 1977 was dit opgelopen tot 2 miljard dollar per stuk.
Door deze kostenstijging gelastte de regering Carter een onderzoek naar kleinere, conventionele en daarmee goedkopere schepen. Dit vervangend ontwerp, onder de planningsnaam CVV, was bij de marine onpopulair. Ondanks de tegenstand van Carter, keurde het Congres in 1980 een vierde Nimitz-schip goed. Vervolgens profiteerde de marine, en daarmee ook het Nimitz-programma, van het 600-schepenplan van president Reagan. Eind 1982 werden wederom twee Nimitz-schepen goedgekeurd en in 1988 nog eens twee, waarmee de totale klasse groeide tot acht schepen. In 1994 en 2001 werden voorlopig de laatste twee schepen besteld, tegen een prijs van respectievelijk 4,45 miljard dollar voor de Reagan en 6,35 miljard voor de Bush.
De indienststelling van de Enterprise en de bouw van de Nimitz schrikten de Marine van de Sovjet-Unie af. Deze bezat met haar Moskva-klasse helikopter carrier-klasse twee helikoptercarriers, waardoor de Russische minister van Defensie Andrej Gretsjko in 1973 de start van Project 1153 Orel gelastte, dat als doel had nucleair aangedreven vliegdekschepen te bouwen die iets kleiner zouden zijn dan de Amerikaanse schepen. Na Gretsjko's dood stopte diens opvolger het project en werd de marine enkel nog verrijkt met vier kleinere vliegdekschepen van de Kiev-klasse vliegdekschepen. Kort voor het einde van de Koude Oorlog startte de Sovjet-Unie met de bouw van twee nucleair aangedreven vliegdekschepen van de Oeljanovskklasse. De bouw hiervan werd na het uiteenvallen van de Sovjet-Unie in 1992 afgelast.. Sindsdien is de Admiral Koeznetsov, een conventioneel aangedreven vliegdekschip, het grootste Russische marineschip.

### Bouw

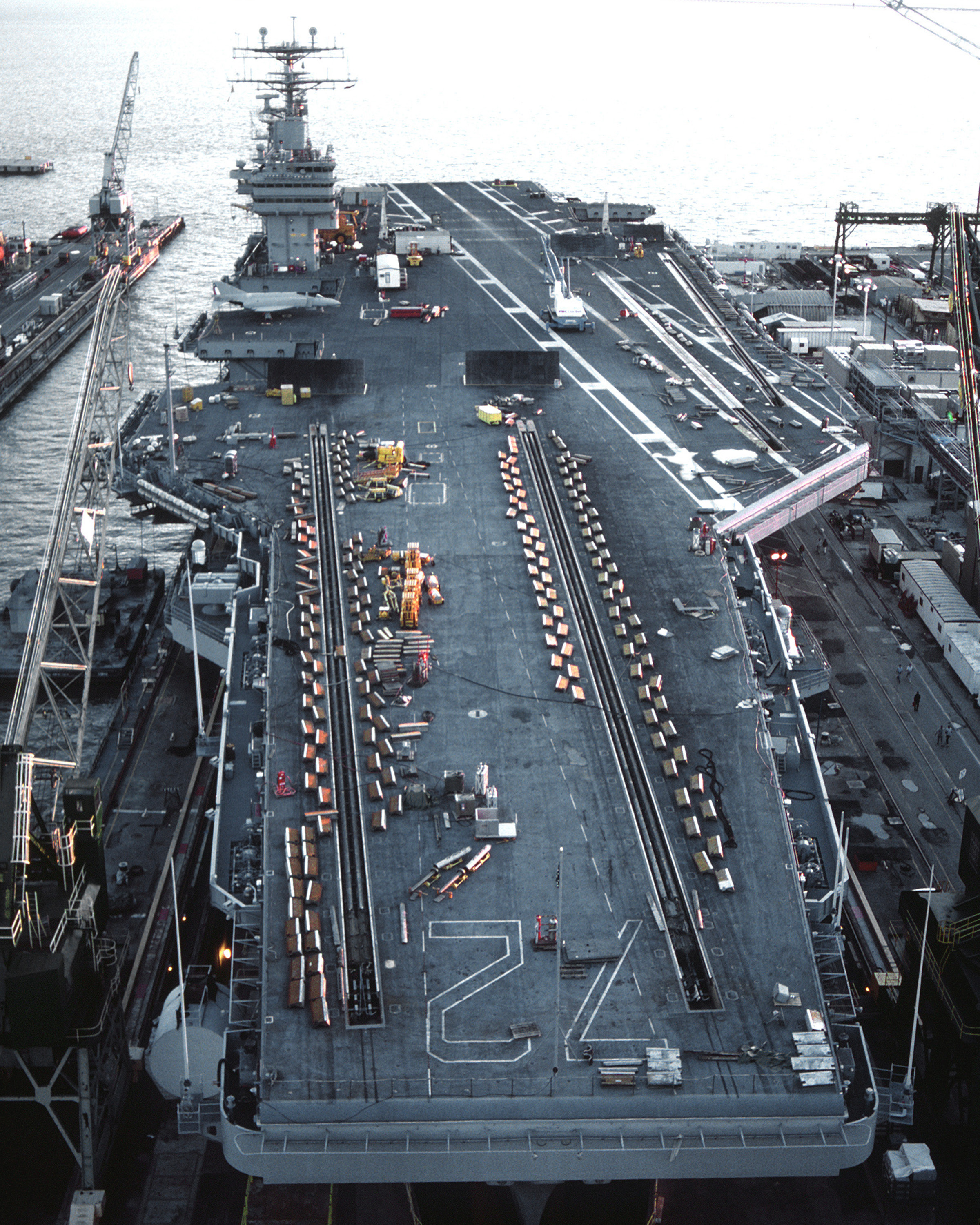
Abraham Lincoln in het dok in 1990

Alle schepen zijn tussen 1968 en 2006 gebouwd in het grootste droogdok van het Amerikaanse continent, het 662 meter lange droogdok 12 van Newport News Shipbuilding. Na de kiellegging bleef elk schip 33 maanden in het dok, waarna het te water werd gelaten.

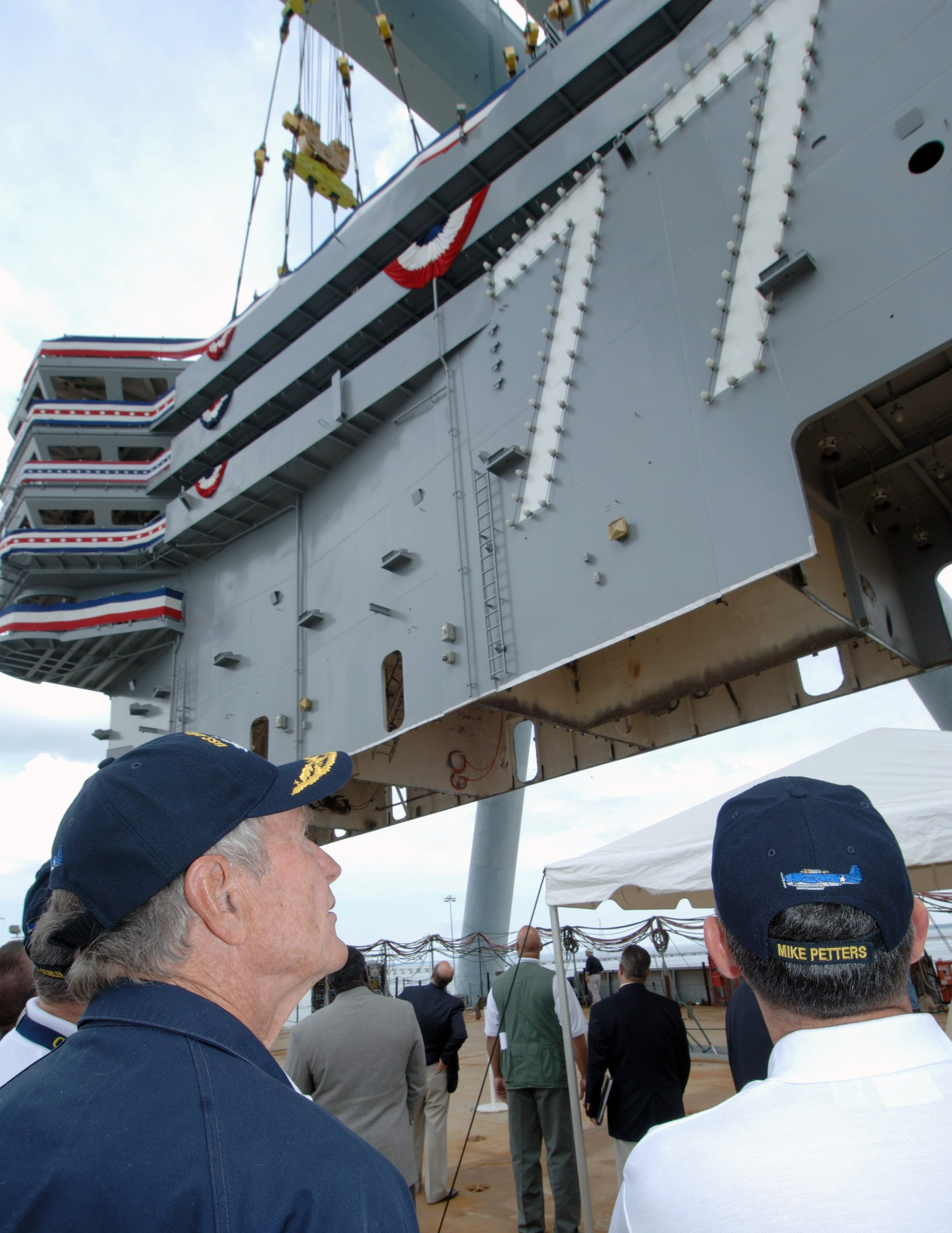
Het "eiland" wordt geplaatst op de George H. W. Bush

Sinds de Theodore Roosevelt (het vierde schip uit de klasse) werden alle schepen modulair gebouwd. Met behulp van een portaalkraan werden alle modules (de George H.W. Bush bestond uit 161 modules) op het schip geplaatst.
De bouw van één schip vergde 40 miljoen manuur in 6 jaar tijd.

### Naamgeving
Het eerste schip van de klasse, en daarmee de hele scheepsklasse, werd vernoemd naar admiraal Chester Nimitz, die in de Tweede Wereldoorlog de schepen van de US Navy in de Stille Oceaan leidde. De latere schepen werden ook alle naar politici vernoemd: naast presidenten Eisenhower, Roosevelt, Lincoln, Washington, Truman, Reagan en Bush sr. werden ook twee schepen vernoemd naar congresleden Carl Vinson en John C. Stennis, die beiden veel hebben gedaan voor de Navy.
De US Navy brak met een traditie door vier schepen naar personen te noemen die op het moment van indienststelling nog in leven waren (Vinson, Stennis, Reagan en Bush).

### Modernisering
Tussen de ingebruikname van het eerste en het laatste schip uit de klasse werden technische vernieuwingen al in de bouw van nieuwe schepen geïntegreerd. Een eerste grote verandering was zichtbaar bij de Theodore Roosevelt, die zwaarder bepantserd werd dan zijn voorgangers. De twee laatste schepen kregen bovendien modernere wapens en er werden kleinere wijzigingen aan de romp en het eiland doorgevoerd. Naast deze relatief kleine wijzigingen werden grotere wijzigingen doorgevoerd op de George H.W. Bush, die hierdoor als leidraad dient voor de volgende klasse van vliegdekschepen.
De hierboven genoemde kleinere moderniseringen werden ook op de oudere schepen van de klasse geïmplementeerd op het moment dat deze in onderhoud gingen. Deze onderhoudsbeurten duurden gewoonlijk minder dan twaalf maanden en konden over meerdere werven verspreid worden, waaronder die van de marine zelf. Schepen in de Stille Oceaan werden bijvoorbeeld regelmatig onderhouden op Puget Sound Naval Shipyard.
Naast deze korte onderhoudsperioden, ondergaat ieder schip ook eenmaal in zijn diensttijd een groot onderhoud, het zogenaamde Refueling and Complex Overhaul (RCOH), waarvoor het terug naar de werf in Newport News moet. Dit onderhoud vindt plaats op ongeveer de helft van zijn geplande diensttijd, dus ongeveer na 25 jaar. In dat grote onderhoud wordt onder andere de kernbrandstof vernieuwd, waardoor de voorstuwing ook in zijn tweede helft gegarandeerd blijft. Daarnaast worden moderniseringen doorgevoerd aan meerdere compartimenten, wordt de complete romp opnieuw geschilderd en worden de schroeven en roeren schoongemaakt. Tot juli 2009 lag Carl Vinson als derde schip bij Newport News om deze RCOH te ondergaan, een klus die bijna twee miljard dollar kostte. Theodore Roosevelt kreeg van 2009 tot 2013 dit groot onderhoud, sindsdien ondergingen de Abraham Lincoln en de George Washington en ondergaat de John C. Stennis deze RCOH in Newport News.

### Diensttijd

#### Ingebruikname
Toen de Nimitz in 1975 in de vaart kwam, werden de laatste vliegdekschepen uit de Essexklasse uit dienst gesteld. De US Navy had op dat moment nog drie vliegdekschepen uit de Midwayklasse, de vier schepen uit de Forrestalklasse, vier schepen uit de Kitty Hawkklasse, de USS Enterprise en de Nimitz. In 1977 verving de Eisenhower USS Franklin D. Roosevelt (CV-42) uit de Midwayklasse en in 1982 kwam de Vinson in dienst; de US Navy had nu 14 vliegdekschepen in dienst. De laatste jaren van de Koude Oorlog had de marine, door indienststelling van de Roosevelt zelfs 15 carrier groups rondvaren.
In de jaren 90 werden de twee laatste Midwayklasse-schepen, alle vier de schepen uit de Forrestalklasse en een schip uit de Kitty Hawkklasse uitdienstgesteld. Doordat sinds 1989 daar maar vier Nimitzschepen voor waren teruggekomen, slonk het aantal Amerikaanse vliegdekschepen tot twaalf. Hoewel USS Constellation (CV-64) in 2003 door de Reagan werd vervangen, was er voor de vervroegd uit dienst gestelde USS John F. Kennedy (CV-67) in 2007 geen opvolger. Toen USS Kitty Hawk (CV-63) in 2009 door de Bush vervangen werd, bleef het aantal vliegdekschepen voor langere tijd op elf.
In de toekomst moet de Gerald R. Ford-klasse de vloot vliegdekschepen aanvullen. Het eerste schip van die klasse, USS Gerald R. Ford (CVN-78) kwam in 2017 in dienst en verving de Enterprise. De twee volgende schepen komen omstreeks 2020 in dienst en in 2025 is de Nimitz aan het eind van haar 50-jarige levensverwachting. Op de lange termijn staat nog geen opvolger klaar; een optie is de verdere verkleining van het aantal vliegdekschepen naar negen of tien.

#### In bedrijf
Van de tien schepen uit de Nimitzklasse zijn er (anno 2014) vijf in de Stille Oceaan en vier aan de Atlantische Oceaan gestationeerd; één schip ligt in onderhoud op de werf. Hoewel alle vier de eenheden aan de Atlantische kust (Dwight D. Eisenhower, Theodore Roosevelt, Harry S. Truman, George H. W. Bush) in dezelfde haven in Norfolk liggen, zijn de eenheden aan de Pacifische kust verdeeld over Naval Station Everett (Nimitz), Naval Base Coronado (Carl Vinson, Ronald Reagan) en Naval Base Kitsap (John C. Stennis). De George Washington heeft Yokosuka in Japan als thuishaven en de Abraham Lincoln ligt ter onderhoud in Newport News.
Een schip van de Nimitzklasse kostte in 1997 gedurende zijn gehele levensduur in totaal bijna 15 miljard dollar. Ervan uitgaande dat de schepen een verwachte levensduur hebben van 50 jaar, kosten de schepen bijna 300 miljoen dollar per jaar. In deze berekening zijn alleen directe gebruikskosten meegerekend. Als ook de kosten voor bijvoorbeeld de bouw, RCOH en nieuwe kernbrandstof worden meegerekend, dan liggen de totale kosten op 22 miljard dollar of 444 miljoen dollar per jaar.
Opgemerkt moet worden dat er een aanzienlijk verschil is in kosten als het schip in een haven ligt of daadwerkelijk op zee ligt: ongeveer 250.000 dollar per dag binnenliggend en ongeveer 2,5 miljoen dollar per dag varend.

#### Inzet

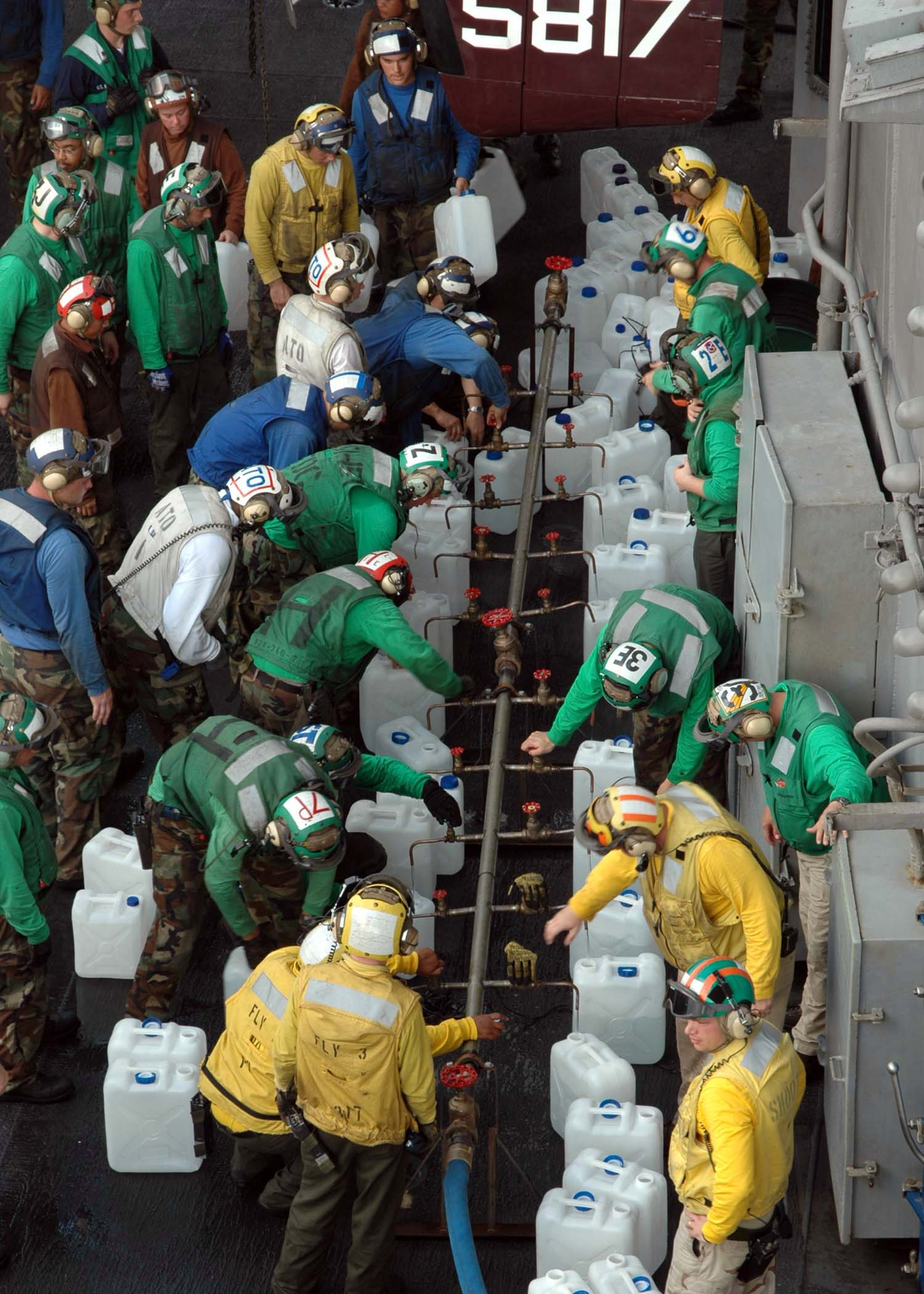
Bemanningsleden van de Abraham Lincoln vullen jerrycans met water na de tsunami in 2004.

De Nimitz was het eerste schip uit haar klasse dat operationeel ingezet werd: in 1980 stegen van dit schip de helikopters op die benodigd waren voor Operatie Eagle Claw, een mislukte poging om de Iraanse gijzelingscrisis te beëindigen. Later werd de Nimitz door haar zusterschip Dwight D. Eisenhower afgelost. In 1981 was de Nimitz voor het eerst bij luchtgevechten betrokken toen twee aan boord gestationeerde F-14's twee Libische Suchoi Su-22's neerhaalden boven de Golf van Sidra, nadat laatstgenoemde probeerden de F-14's aan te vallen.
Sindsdien zijn de schepen veelvuldig ingezet in de Perzische Golf: in Operatie Earnest Will (1986-1987), de Golfoorlog van 1990-1991, Operatie Southern Watch en de recente oorlog in Afghanistan en de Irakoorlog. Tevens zijn de schepen ingezet in de Middellandse Zee na afloop van de Bosnische Oorlog in 1996 en in Operatie Allied Force in Joegoslavië in 1999.
De diplomatieke waarde van de vliegdekschepen bleek toen de Nimitz eind 1995 de Straat van Taiwan (tussen Taiwan en het Chinese vasteland) doorkruiste, een actie die werd gezien als signaal richting China voor zijn stelling in het Taiwanconflict. Drie maanden later voer de Nimitz vanuit de Perzische Golf weer richting Taiwan omdat China rakettesten had uitgevoerd in de richting van het eiland. China waarschuwde daarop de Nimitz niet nogmaals door de Straat te sturen. In de periode rond de presidentsverkiezingen in Taiwan in 2008 was er eveneens een vliegdekschip in de regio gedetacheerd.
De vliegdekschepen zijn ook meermaals ingezet voor hulpverlening na rampen, onder andere na de uitbarsting van Mount Pinatubo op de Filipijnen in 1991, bij Indonesië na de tsunami in 2004, de orkaan Katrina in 2005 en de aardbeving op Haïti in 2010.

## Schepen
| Naam                 | Boegnummer | Kiellegging      | Tewaterlating    | Indienststelling | Groot onderhoud | Geplande uitdienststelling | Thuishaven            |
| -------------------- | ---------- | ---------------- | ---------------- | ---------------- | --------------- | -------------------------- | --------------------- |
| Nimitz               | CVN-68     | 22 juni 1968     | 13 mei 1972      | 3 mei 1975       | 1998–2001       | ~2025                      | Naval Station Everett |
| Dwight D. Eisenhower | CVN-69     | 15 augustus 1970 | 11 oktober 1977  | 18 oktober 1977  | 2001–2005       | ~2027                      | Naval Station Norfolk |
| Carl Vinson          | CVN-70     | 11 oktober 1975  | 15 maart 1980    | 13 maart 1982    | 2005–2009       | ~2030                      | Naval Base Coronado   |
| Theodore Roosevelt   | CVN-71     | 31 oktober 1981  | 27 oktober 1984  | 25 oktober 1986  | 2009–2013       | ~2034                      | Naval Station Norfolk |
| Abraham Lincoln      | CVN-72     | 3 november 1984  | 13 februari 1988 | 11 november 1989 | 2013-2017       | ~2039                      | Newport News          |
| George Washington    | CVN-73     | 25 augustus 1986 | 21 Juli 1990     | 4 juli 1992      | 2017-2023       | ~2042                      | Yokosuka Naval Base   |
| John C. Stennis      | CVN-74     | 13 maart 1991    | 13 november 1993 | 9 december 1995  | 2021-           | ~2045                      | Naval Base Kitsap     |
| Harry S. Truman      | CVN-75     | 29 november 1993 | 7 september 1996 | 25 juli 1998     |                 | ~2048                      | Naval Station Norfolk |
| Ronald Reagan        | CVN-76     | 12 februari 1998 | 10 maart 2001    | 12 juli 2003     |                 | ~2053                      | Naval Base Coronado   |
| George H. W. Bush    | CVN-77     | 19 mei 2003      | 9 oktober 2006   | 10 januari 2009  |                 | ~2059                      | Naval Station Norfolk |